# Спасо-Вифанский монастырь
Спасо-Вифанский монастырь — мужской православный монастырь в Сергиевом Посаде (в 1783—1797 годах — скит Троице-Сергиевой лавры). В 2002 года на части территории открыто подворье Троице-Сергиевой лавры.

## История
Место, названное позже Вифанией, а прежде носившее имя Корбуха, стал обустраивать ректор Троице-Сергиевой семинарии архиепископ Московский Платон (Левшин). Строительство велось в 1783—1788 годах. Название «Вифания» новый скит получил по приделу соборной Преображенской церкви во имя Лазаря, воскрешенного в Вифании Палестинской.
В 1797 году Павел I (спустя несколько дней после коронации) отправился на поклонение мощам преподобного Сергия Радонежского в Троице-Сергиеву лавру, заодно посетил и Вифанию. Вскоре после посещения скита был подписан указ об учреждении в Вифании второклассного монастыря.

Император пожаловал монастырю 533 десятин и 236 кв. сажень близлежащих земель, а также часть земли, принадлежавшей Махрищскому монастырю, с 1801 г. Вифанский монастырь получал также доходы с 3 мельниц, которые обитель сдавала в аренду. В память о посещении Вифании императором митрополит Платон устроил у входа в свои покои обелиск.

Первоначальный облик Преображенского собора изменили пристройки XIX века; переделки коснулись и интерьера. В XIX веке появились новые колокольня, стены и башни. В 1860 году началось возведение пятиглавого собора с двумя храмами: Тихвинской иконы Божией Матери на первом этаже (по нему собор назывался Тихвинским) и во имя Сошествия Святого Духа — на втором.

После кончины основателя стал небольшой обителью, существование которой в 1-й пол. XIX в. было связано прежде всего с Вифанской семинарией; в документах монастырь именовался «училищным». В монастыре в 1824 году жили 8 иноков, в 1828 году — 11, в 1839 — 14, в 1860 — 37 насельников. В 30-х гг. XIX в. была перестроена Лазаревская ц., в результате сильно изменился облик Преображенского собора («Не могу я забыть, как жестоко испортили вифанскую церковь», — писал свт. Филарет (Дроздов) наместнику лавры архим. Афанасию (Фёдорову)); в 1832 г. завершилось строительство неудачного в архитектурном отношении казначейского корпуса. В 1860—1863 гг. на средства свт. Филарета, купца Г. А. Красногорова и др. жертвователей шло сооружение нового 2-этажного собора. В нижнем храме в 1863 г. были освящены 3 престола: в честь Тихвинской иконы Божией Матери, во имя арх. Михаила и во имя мучеников Платона и Романа. 28 июля 1866 г. свт. Филарет освятил в верхнем храме главный престол в честь Сошествия Св. Духа на апостолов (домовая Свято-Духовская ц. митрополита Платона к середине XIX века была упразднена), в верхнем храме находился также придел во имя свт. Николая. Одновременно шла перестройка покоев митрополита Платона, в 1867 году была восстановлена домовая церковь, освящённая в честь Нерукотворного образа Спасителя. В 1893 году близ монастыря по проекту архитектора А. А. Латкова построили трёхэтажную гостиницу, в 1903—1905 гг.- новую каменную ограду. Обитель владела 37 десятинами земли, кирпичным заводом, занималась строительством домов, которые продавала или сдавала в аренду. В нач. XX в. в В. м. жили 23 насельника.

Энциклопедический словарь Брокгауза и Ефрона в 1892 году сообщал:

Церковь монастыря представляет внутри вид горы, на которой находится престол во имя Преображения Господня, а внизу, как бы в пещере, церковь воскресшего праведного Лазаря. Здесь сохраняется деревянный гроб, в коем был первоначально похоронен преп. Сергий. Богомольцы грызут гроб, так как по поверью это исцеляет зубную боль.

При монастыре была открыта Вифанская духовная семинария.
В советское время монастырь был закрыт, многие сооружения снесены и перестроены (в перестроенном Тихвинском соборе располагался Дом культуры). Ныне восстановлен как действующий мужской монастырь. Сохранившиеся строения восстанавливаются. Часть помещений открыта для посещения.